# Birkenhügel
Birkenhügel é uma localidade e antigo município da Alemanha localizado no distrito de Saale-Orla, estado de Turíngia.
Pertencia ao Verwaltungsgemeinschaft de Saale-Rennsteig. Desde 1 de janeiro de 2019, forma parte do município de Rosenthal am Rennsteig.

## Demografia
Evolução da população (31 de dezembro):
| - 1933: 498 - 1939: 504 - 1994: 515 - 1995: 530 - 1996: 549 | - 1997: 558 - 1998: 545 - 1999: 561 - 2000: 576 - 2001: 563 | - 2002: 544 - 2003: 546 - 2004: 545 |

 fonte a partir de 1994: Thüringer Landesamt für Statistik